# Pedro Laurentino
Pedro Laurentino là một đô thị thuộc bang Piauí, Brasil. Đô thị này có diện tích 835,05 km², dân số năm 2007 là 2094 người, mật độ 2,51 người/km².